# Tadeusz Szymaszek
Tadeusz Szymaszek (ur. 3 marca 1913 w Dąbrowie Górniczej, zm. 23 stycznia 1971) – polski działacz samorządowy i nauczyciel, uczestnik II wojny światowej, przewodniczący prezydium Miejskiej Rady Narodowej w Dąbrowie Górniczej (1958).

## Życiorys
Uczył się w Szkole Powszechnej nr 2 i Seminarium Nauczycielskim Męskim w Dąbrowie Górniczej (absolwent z 1932), z zawodu nauczyciel. Później uzyskał tytuł magistra. Uczestniczył w kampanii wrześniowej jako dowódca III Plutonu 50 Pułk Piechoty Strzelców Kresowych w Sarnach w randze podporucznika. 7 września 1939 wzięty do niewoli niemieckiej w okolicach Świecia, przetrzymywano go w różnych obozach jenieckich. W styczniu 1945 zbiegł z niewoli, dołączył do 7 Kołobrzeskiego Pułku Piechoty w ramach I Armii Wojska Polskiego. Brał udział w walkach o przełamanie Wału Pomorskiego, w tym w ramach walk o Nadarzyce i bitwy o Kołobrzeg.
Po powrocie do pracy nauczycielskiej w Dąbrowy Górniczej w 1951 został dyrektorem Państwowej Szkoły Górniczo-Hutniczej. W latach 1945–1966 kierował miejskim oddziałem Związku Nauczycielstwa Polskiego. Od 10 lutego do 6 listopada 1958 przewodniczył Prezydium Miejskiej Rady Narodowej w Dąbrowie Górniczej. W kolejnych latach kierował Międzyszkolnym Zespołem Pieśni i Tańca z Dąbrowy Górniczej.
Został pochowany w Dąbrowie Górniczej.